# Karkaraly
Das Karkaraly (kasachisch Қарқаралы тауы, Qarqaralı tawı) ist ein bis zu  1566 m hohes Bergmassiv in Kasachstan (Zentralasien).
Es befindet sich im Zentralteil der Kasachischen Schwelle südöstlich von Karaganda. Der höchste Berg ist der Aksoran. Karkaraly, das reich an Wäldern und Seen ist, besteht aus Granit, Schiefer und grünem Jaspis. Es wird manchmal Kasachische Schweiz genannt.
1998 wurde der Qarqaraly-Nationalpark gegründet.
Seit der Unabhängigkeit Kasachstans werden offizielle Namen kasachisch geschrieben, deshalb kommt es zu abweichenden Schreibweisen für den Park und beispielsweise das Karkaraly-Bergmassiv.